# Schildcobra's
Schildcobra's (Aspidelaps) zijn een geslacht van slangen uit de familie koraalslangachtigen (Elapidae) en de onderfamilie Elapinae.

## Naam en indeling
De wetenschappelijke naam van de groep werd voor het eerst voorgesteld door Leopold Fitzinger in 1843. Er zijn twee soorten, schildcobra's danken hun Nederlandstalige naam aan de vergrote bovenlipschub. De slangen werden eerder aan andere geslachten toegekend, zoals Natrix, Elaps en Cyrtophis.

### Soorten
Het geslacht omvat de volgende soorten, met de auteur en het verspreidingsgebied.
| Naam                | Auteur         | Verspreidingsgebied                                  |
| ------------------- | -------------- | ---------------------------------------------------- |
| Aspidelaps lubricus | Laurenti, 1768 | Zuid-Afrika, Angola, Namibië                         |
| Aspidelaps scutatus | Smith, 1849    | Namibië, Botswana, Zimbabwe, Zuid-Afrika, Mozambique |

## Uiterlijke kenmerken
De slangen bereiken een lichaamslengte van ongeveer 40 tot 75 centimeter. De kop is kort en stomp en duidelijk te onderscheiden van het lichaam door de aanwezigheid van een insnoering. De ogen zijn opvallend door hun zwarte kleur. De rostrale schub aan de bovenlip is vergroot. De slangen hebben 19, 21, of 23 rijen schubben in de lengte op het midden van het lichaam, soms 25, en 108 tot 179 schubben aan de buikzijde. Onder de staart zijn 17 tot 39 schubben aanwezig.

## Levenswijze
Schildcobra's leven op de bodem onder stenen of in holen. In vergelijking met andere cobra's graven ze veel. 's Nachts wordt gejaagd op hagedissen, kleinere slangen en knaagdieren. De vrouwtjes zetten eieren af. Bij bedreiging richten de slangen het voorste deel van hun lichaam op en produceren een sissend geluid. Ook worden schijnaanvallen uitgevoerd waarbij de bek meestal gesloten blijft. Als de slangen worden vastgepakt zullen ze bijten, het neurotoxisch gif is gevaarlijk voor mensen en een beet kan fatale gevolgen hebben. Het gebruik van standaard slangen-antigif heeft geen effect.

## Verspreiding en habitat
De schildcobra's komen voor in delen van Afrika en leven in de landen Angola, Namibië, Botswana, Zimbabwe, Zuid-Afrika en Mozambique. De habitat bestaat uit droge savannen, fynbos en zanderige en stenige omgevingen. 